# The Alibi
The Alibi es una película de 2006 dirigida por Matt Checkowski y Kurt Mattila. La película fue estrenada en DVD el 5 de diciembre de 2006 bajo el título Lies and Alibis.

## Sinopsis
Un hombre que dirige un servicio de coartadas para maridos adúlteros se mete en un lío con un nuevo cliente. Al tratar de remediar la situación, debe confiar en una mujer seductora.

## Elenco
- Steve Coogan - Ray Elliot
- Rebecca Romijn - Lola
- Selma Blair - Adelle
- James Brolin - Robert Hatch
- Sam Elliott - El mormón
- Jaime King - Heather
- John Leguizamo - Hannibal
- James Marsden - Wendell Hatch
- Debi Mazar - Detective Bryce
- Henry Rollins - Putty
- Deborah Kara Unger - Dorothy
- Terry Crews - Crazy Eight